# Stanisława Nikodym
Stanisława Nikodym, née le 2 juillet 1897 et morte le 25 mars 1988, est une mathématicienne et artiste polonaise. Elle est connue pour ses résultats en Continuum (topologie) (en), notamment sur les continuums jordaniens.

## Biographie
Stanisława Dorota Liliental nait le 2 juillet 1897 à Varsovie, fille de Regina Lilientalowa, ethnographe, et de Nathan Liliental. Stanisława a un frère cadet, Antoni (né en 1908). 
Elle fréquente l'école primaire d'Helena Skłodowska-Szalay puis l'école privée pour femmes de Varsovie pendant sept ans. Elle rejoint l'Université de Varsovie en 1916, étudiant les mathématiques avec Stefan Mazurkiewicz, Zygmunt Janiszewski et Wacław Sierpiński.
En congés de l'université en 1918-1919, Stanisława enseigne les mathématiques aux soldats de l'armée polonaise.
Elle épouse Otto M. Nikodym, mathématicien, en 1924 et le rejoint à Cracovie. Sous la direction de Mazurkiewicz elle obtient un doctorat de l'Université Jagellonne en 1925 intitulé Sur la déconnexion du plan par les ensembles et les continus connexes. Elle est la première femme en Pologne à obtenir un doctorat en mathématiques.
Bénéficiant d'un financement gouvernemental pour étudier à Paris, elle et Otto étudient à la Sorbonne pendant deux ans à partir de 1926. En 1930, ils retournent à Varsovie. Elle trouve un emploi à l'École polytechnique de Varsovie, travaillant avec Franciszek Leja jusqu'en 1936, date à laquelle il part pour Cracovie.
Elle publie trois livres et plusieurs articles avant le déclenchement de la Seconde Guerre mondiale.
Son frère, Antoni, chimiste et officier dans l'armée polonaise, est assassiné par les Russes lors du massacre de Katyn en 1940. Sous l’occupation nazie allemande de la Pologne, les professions inutiles, y compris l’enseignement supérieur, sont supprimées. Les Nikodyms donnent des cours clandestins de mathématiques malgré le risque de punition. Lors de l'insurrection de Varsovie en 1944, elle et son mari perdent leurs biens, notamment plusieurs ouvrages mathématiques inédits. 
Ils s'installent en Belgique lors d'un congrès de mathématiciens en 1946 et Otto donne des conférences dans diverses villes européennes, avant d'émigrer aux États-Unis, s'installant à Gambier, Ohio. Elle enseigne alors les mathématiques au Kenyon College où son mari est également membre du corps enseignant.
Après la mort de son mari en 1974, elle fait don de leurs papiers et de ses peintures au Briscoe Center for American History de l'Université du Texas à Austin. 
Stanisława Nikodym meurt à Varsovie le 25 mars 1988.
Concernant sa carrière artistique, Liliental alors étudiante a participé à des activités de peinture en plein air à Sandomierz. Elle peint le paysage urbain à plusieurs reprises à l'aquarelle pendant de nombreuses années partir de 1922n dans l'entre-deux-guerres à. Ses peintures sont présentées lors d'une exposition en 1933, après quoi elle en fait don au Musée du district de Sandomierz, où elles se trouvent encore aujourd'hui.

## Publications
- Nikodym, « Sur les coupures du plan faites par les ensembles connexes et les continus », Fundamenta Mathematicae, vol. 7,‎ 1925, p. 15–23 (DOI 10.4064/fm-7-1-15-23)
- (pl) Otto Nikodym et Stanisława Nikodym, Wstęp do rachunku rózniczkowego, Warsaw, Nasza Księgarnia, 1936
- Stanisława Nikodym, Wzory i krótkie repetytorium matematyki, Poznań, Księgarnia W. Wilka, 1948
- Nikodym et Nikodym, « Sur l'extension des corps algébriques abstraits par un procédé généralisé de Cantor », Rendiconti dell'Accademia Nazionale dei Lincei (Classe di Scienze Fisiche, Matematiche e Naturali), 8e série, vol. 17,‎ 1954
- Nikodym et Nikodym, « Some theorems on divisibility of infinite cardinals », Archiv der Mathematik, vol. 8, no 2,‎ 1957, p. 96–103 (DOI 10.1007/BF01900432, S2CID 115982796)